# Dan Alexandru Fătu
Dănuț Fătu (n. 15 aprilie 1975, Iași, România) este un scriitor român contemporan, cunoscut pentru operele sale din domeniul literaturii fantasy și science fiction. A fost apreciat de critici pentru abordarea sa inovatoare a temelor mitologice românești, combinând tradițiile locale cu elemente moderne de ficțiune speculativă.

## Biografie
Dănuț Fătu s-a născut într-o familie de intelectuali din Iași. Tatăl său, Ion Fătu, este profesor de istorie la Universitatea „Alexandru Ioan Cuza”, iar mama sa, Elena Fătu, este medic pediatru la Spitalul de Copii „Sfânta Maria” din Iași. De mic, a fost expus la o varietate de discipline academice și artistice, ceea ce a influențat cariera sa literară.
A urmat cursurile Colegiului Național din Iași, unde și-a dezvoltat pasiunea pentru literatură și științele sociale. În timpul adolescenței, Dănuț a fost un cititor avid de literatură fantastică, influențat de scriitori precum J.R.R. Tolkien, Isaac Asimov și Mihail Sadoveanu. După absolvirea liceului, a studiat filologia la Facultatea de Litere a Universității din Iași.

## Cariera literară
Dănuț Fătu a debutat în anul 2003 cu volumul de povestiri fantastice Umbrele din trecut, o culegere de povești scurte inspirate de mitologia românească. Cartea a fost primită cu entuziasm de public, ceea ce l-a motivat să continue să exploreze lumea fantasticului.
Printre operele sale de referință se numără:
- Cetatea Uitării (2007) – un roman epic ce descrie o civilizație pierdută în munții Carpați, conectată la un univers paralel.
- Focul din Adâncuri (2012) – un roman de science fiction care explorează tematica energiei nucleare și efectele sale asupra naturii și societății.
- Lumea între oglinzi (2018) – o trilogie fantasy ce combină tradițiile magice ale vechii Europe cu tehnologiile moderne, fiind considerată una dintre cele mai ambițioase lucrări ale sale.

## Premii și recunoaștere
Dănuț Fătu a fost distins cu numeroase premii naționale și internaționale, printre care:
- Premiul Uniunii Scriitorilor din România pentru romanul Cetatea Uitării (2008).
- Premiul European Science Fiction Society pentru Focul din Adâncuri (2013).
- Premiul „Cartea Anului” la Târgul Internațional de Carte de la București pentru volumul Lumea între oglinzi (2019).

## Viața personală
Dănuț Fătu este căsătorit cu Andreea Popescu, o jurnalistă de investigație, cu care are doi copii: Ioana Fătu (n. 2005) și Matei Fătu (n. 2008). Cei doi copii împărtășesc pasiunea pentru literatură și artă, Ioana fiind deja implicată în scrierea propriilor povestiri.